# Короли танцпола
«Короли танцпола» (англ. America's Best Dance Crew, рус. Лучшая танцевальная команда Америки) — американское танцевальное телешоу, выходившее на канале MTV в 2008— 2015 годах.

## Информация
«Короли танцпола» — реалити-шоу, где танцевальные команды на протяжении всего шоу конкурируют между собой за главный приз $ 100 000. Каждую неделю командам даются испытания. Испытания различны для каждой команды, но имеют одинаковое значение. Например, одно испытание включает выполнение одного трюка для одной команды, и иного трюка — для второй. Каждую неделю зрители в США голосованием выбирают лучшую команду. С первого сезона команды-победители также получают Golden B-Boy Trophy — золотую статую B-Boy. Второй уникальный аспект «ABDC» — это флаги команд. Эмблема на флаге представляет команду, на сцене, а когда команда выбывает, флаг снимается и команда забирает его.
Шоу было создано Рэнди Джексоном, который признался, что использовал телешоу как развитие разных видов танцев по всей территории США.
2 августа 2009,  вводная часть в течение четвёртого сезона, Randy Jackson, назвал «Десять лучших танцев за всю историю шоу», где Randy показал свою лучшую десятку из выбранных первых трех сезонов:
| #  | Сезон   | Команда            | Неделя                     | Песня                                                 |
| -- | ------- | ------------------ | -------------------------- | ----------------------------------------------------- |
| 1  | Сезон 1 | JabbaWockeez       | Испытание Майкла Джексона  | «P.Y.T. (Pretty Young Thing)» исполняет Майкл Джексон |
| 2  | Сезон 3 | Quest Crew         | Последнее испытание        | «orQUESTra» исполняет Quest Crew & District 78        |
| 3  | Сезон 1 | Top 4 команды      | Смешанное испытание        | «It’s a Hard Knock Life» исполняет Annie              |
| 4  | Сезон 3 | Strikers All-Stars | Испытание Бритни Спирс     | «Gimme More» исполняет Бритни Спирс                   |
| 5  | Сезон 1 | Kaba Modern        | Отборное испытание         | «Technologic» исполняет Daft Punk                     |
| 6  | Сезон 3 | Beat Freaks        | Испытание иллюзий          | «Freeze» исполняет T-Pain feat Chris Brown            |
| 7  | Сезон 3 | Dynamic Edition    | Смертельный Вызов          | «My Humps» исполняет Black Eyed Peas                  |
| 8  | Сезон 1 | Breaksk8           | Вызов Повального увлечения | «Cupid Shuffle» исполняет Cupid                       |
| 9  | Сезон 2 | Fanny Pak          | Испытание Missy Elliott    | «Get Ur Freak On» исполняет Missy Elliot              |
| 10 | Сезон 2 | Super Cr3w         | Отборный Вызов             | «Get Up Offa That Thing» исполняет James Brown        |

## Резюме сезонов
| Сезон | Победитель    | Другие команды (в порядке размещения)                                                                                                  | Судьи                                          |
| ----- | ------------- | --- | ---------------------------------------------- |
| 1     | JabbaWockeez  | Status Quo, Kaba Modern, Breaksk8, Fysh N Chicks, Live In Color, ICONic, Femme 5, Enigma Dance Kru                                     | Джейси Шазе Lil Mama Шейн Спаркс               |
| 2     | Super Cr3w    | SoReal Cru, Fanny Pak, Boogie Bots, Supreme Soul, A.S.I.I.D., Phresh Select, Xtreme Dance Force, Sass x7, Distorted X                  | Джейси Шазе Lil Mama Шейн Спаркс               |
| 3     | Quest Crew    | Beat Freaks, Fly Khicks, Strikers All-Stars, Dynamic Edition, Ringmasters, Team Millennia, Boxcuttuhz, G.O.P. Dance                    | Джейси Шазе Lil Mama Шейн Спаркс               |
| 4     | We Are Heroes | AfroBoriké, Massive Monkees, Rhythm City, Vogue Evolution, Beat Ya Feet Kings, Southern Movement, Artistry In Motion, Fr3sh            | Джейси Шазе Lil Mama Шейн Спаркс               |
| 5     | Poreotix      | Blueprint Cru, Hype 5-0, Jungle Boogie, Saltare, Heavy Impact, Static Noyze, Royal Flush, Swagger Crew                                 | Джейси Шазе Lil Mama Омарион                   |
| 6     | I.aM.mE       | ICONic Boyz, Phunk Phenomenon, Street Kingdom, Instant Noodles, 787 Crew, ReQuest Dance Crew, FootworKINGz, Jag6ed, Eclectic Gentlemen | Джейси Шазе Lil Mama Доминик «D-Trix» Сандовал |
| 7     | Elektrolytes  | 8 Flavahz, Mos Wanted Crew, Rated Next Generation, Fanny Pak, Collizion Crew, Stepboys, Funkdation, Irratik, Mix’d Elements            | Джейси Шазе Lil Mama Доминик «D-Trix» Сандовал |
| 8     | Quest Crew    | Kinjaz, Super Cr3w, I.aM.mE, Elektrolytes, We Are Heroes                                                                               | T-Pain Тейяна Тейлор Фрэнки Гранде             |

## Международная трансляция
В Канаде телешоу передает и на MuchMusic и на Musique Plus. В Португалии показ передает на MTV Португалия, MTV Аргентина в Аргентине, MTV Россия в России, и Warner Channel в Латинской Америке.
В Германии и Австрии, «ABDC» показывают на MTV Германия, MTV Финляндия в Финляндии, MTV Венгрия в Венгрии, MTV (Netherlands & Flanders) в Нидерландах, MTV Норвегия в Норвегии, и MTV Великобритания в Великобритании. Показ также передает на MTV Франция, где это называют «Танцевальные команды США». «ABDC» передает на «Солнечном телевидение» в Филиппинах и Фиджи Один в Фиджи.